# تنوع حيوي زراعي

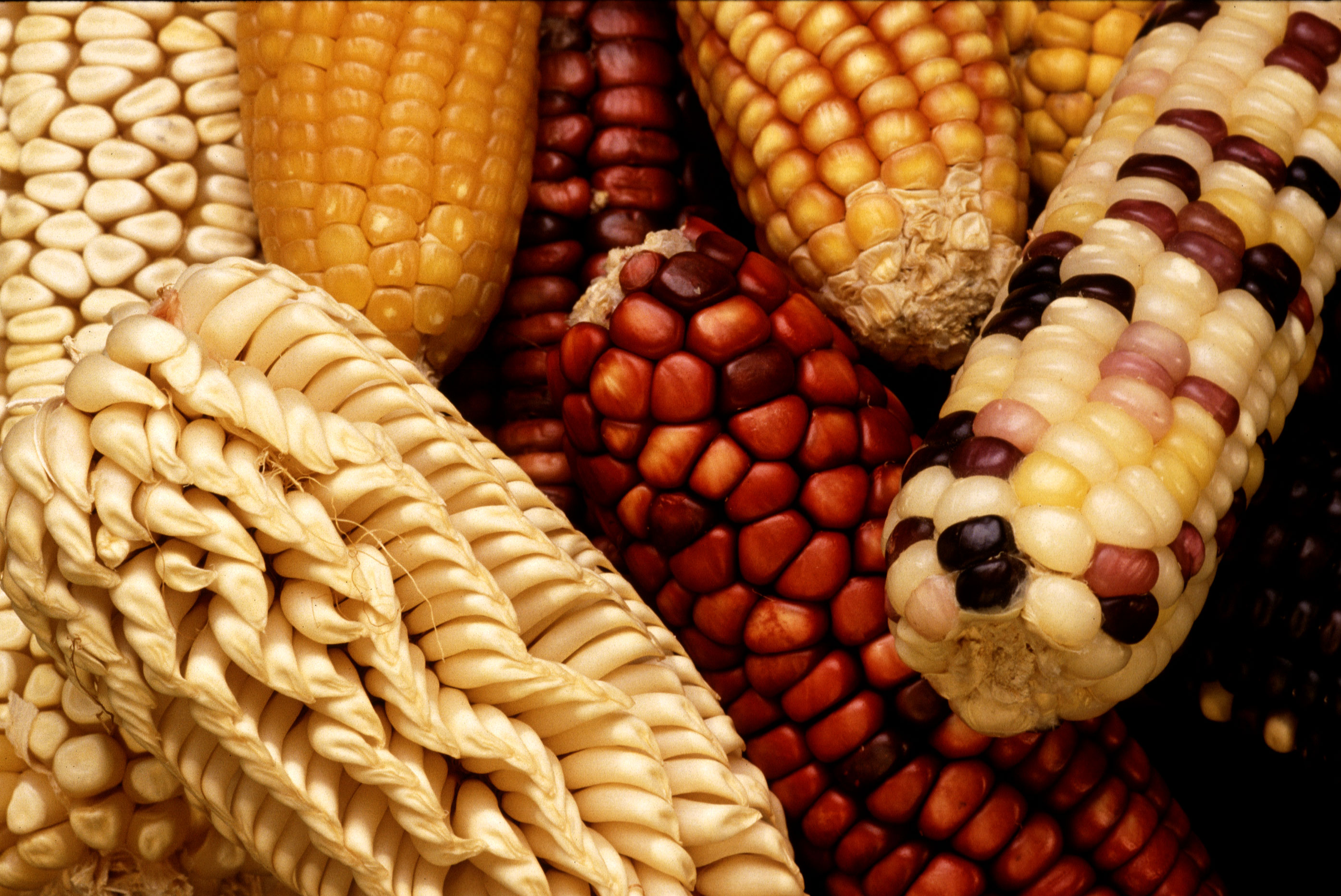
يتم جمع سلالات غير اعتيادية من الذرة لزيادة تنوع المحاصيل عند تربية الذرة المحلية بشكل انتقائي.

التنوع الحيوي الزراعي (بالإنجليزية: Agricultural biodiversity)‏، هي مجموعة فرعية من التنوع الحيوي العام، وهي تشمل جميع أشكال الحياة ذات الصلة المباشرة بالزراعة: كأصناف البذور النادرة والسلالات الحيوانية، ولكن أيضاً العديد من الكائنات الأخرى مثل حيوانات التربة والأعشاب الضارة والآفات والحيوانات المفترسة وجميع النباتات والحيوانات المحلية. وهو اختلاف وتباين الحيوانات والنباتات والكائنات الحية الدقيقة والحشرات وغيرها من الكائنات التي توجد في البيئة الزراعية، ولها دور في المجتمع الزراعي وتعتبر هامة للغذاء والزراعة، لذا يرتبط التنوع الحيوي الزراعي بالأمن الغذائي، ويشمل جميع الأنواع المستخدمة بصورة مباشرة أو غير مباشرة في الغذاءوالزراعة سواء غذاء بشري أو علف للحيوانات. ويغطى أصناف المحاصيل والأعلاف والأشجار وسلالات الحيوانات الأليفة، والحياة البرية بما في ذلك الأسماك والرخويات والطيور والحشرات والفطريات والخمائر والكائنات الحية الدقيقة مثل الطحالب وأنواع البكتيريا.

## تاريخ المصطلح
من غير الواضح متى جرى صياغة مصطلح التنوع البيولوجي الزراعي بالضبط، ولا من قبل من. يعد التقرير السنوي لعام 1990 للمجلس الدولي للموارد الوراثية النباتية أحد أقدم الإشارات إلى التنوع البيولوجي في سياق الزراعة. تعود معظم الإشارات إلى التنوع البيولوجي الزراعي إلى أواخر التسعينيات وما بعد ذلك.
في الوقت الذي تستخدم فيه هيئات مختلفة تعريفات متشابهة لوصف التنوع البيولوجي المرتبط بإنتاج الغذاء. تميل المجموعة الاستشارية للأبحاث الزراعية الدولية إلى استخدام مصطلح التنوع البيولوجي الزراعي، بينما تستخدم منظمة الأغذية والزراعة للأمم المتحدة (الفاو) «التنوع البيولوجي للأغذية والزراعة»، وتستخدم اتفاقية التنوع البيولوجي مصطلح «التنوع الزراعي». تستبعد اتفاقية التنوع البيولوجي إلى حد ما (ولكن ليس بالكامل) الكائنات المائية البحرية والغابات في استخدامها لأن لها مجموعاتها الخاصة وأطرها الدولية لمناقشة السياسات والإجراءات الدولية. يقدم المقرر 5/5 لاتفاقية التنوع البيولوجي وصف التأطير.

## مستويات التنوع البيولوجي الزراعي

### التنوع الجيني

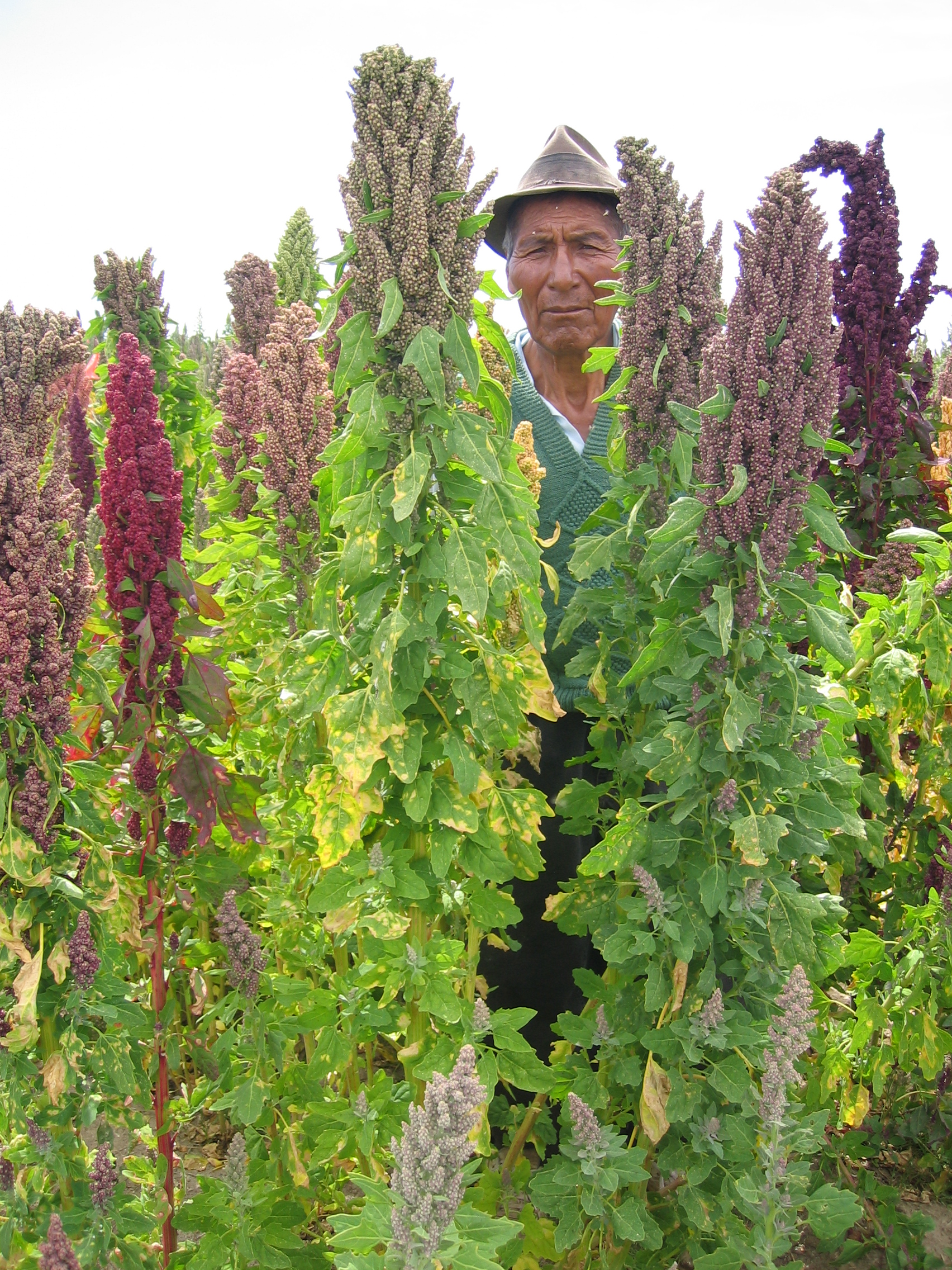
تنوع الكينوا بالقرب من الحصاد، مع مزارع الكينوا، في كاتشيلايا، بوليفيا، مقاطعة لاباز

يشير التنوع الجيني إلى التباين والاختلاف بين الأنواع وضمن النوع الواحد. قد يشير إلى التباين الوراثي الذي يحدث بشكل طبيعي بين مجموعات من الأنواع وضمن هذه المجموعات، على سبيل المثال إلى الأقارب البرية للمحاصيل الغذائية، أو إلى التباين الناتج عن البشر مثل أصناف المحاصيل التقليدية التي طورها المزارعون والتي تسمى السلالات الأرضية، أو الأصناف التي يجري إكثارها تجاريًا من أحد من محصول ما (مثل أنواع التفاح المختلفة: Fuji، Golden Delicious، Golden Pippin، إلخ). هناك تنوع وراثي كبير في جميع أنواع المحاصيل الغذائية، لا سيما من حيث المنشأ، وهي المناطق الجغرافية التي قد نشأت فيها هذه الأنواع بالأصل. على سبيل المثال، منطقة الأنديز في بيرو هي منشأ لبعض أنواع الدرنات، ويمكن العثور على أكثر من 1483 نوعًا من هذه الأنواع هناك. يعد التنوع الجيني مهمًا لأن الجينات المختلفة تؤدي إلى ظهور سمات مهمة، مثل تكوين المغذيات أو الصلابة في البيئات المختلفة أو مقاومة الآفات أو غزارة المحاصيل. يتناقص التنوع الجيني بسبب التطوّر الزراعي، وتغير استخدام الأراضي، وتغير المناخ، من بين عوامل أخرى. التنوع الجيني ليس ثابتًا، ولكنه يتطور باستمرار استجابة للتغيرات البيئية ووفقًا للتدخل البشري، سواء كان ناتجًا عن مزارعين أو مربين.

### تنوع الأنواع
يشير تنوع الأنواع إلى عدد ووفرة الأنواع المختلفة المستخدمة في الأغذية والزراعة. ويتراوح عدد الأنواع التي يُنظَر إليها على أنها تساهم في الغذاء وحده من 5,538 إلى 75,000 اعتمادًا على التعاريف. يشير أحد التقديرات المتحفظة إلى أن نحو 6,000 نوع يستخدم عادة في الغذاء. يشمل تنوع الأنواع «النباتات والحيوانات المُدجَّنة التي تشكل جزءًا من المحاصيل، والمواشي، والغابات أو نظم الأحياء المائية، والغابات المحصودة، والأنواع المائية، والأقارب البرية للأنواع المُدجَّنة، والأنواع البرية الأخرى التي تُحصَد من أجل الغذاء والمنتجات الأخرى. كما يشمل ما يعرف باسم «التنوع البيولوجي المرتبط»، وهو النطاق الواسع من الكائنات الحية التي تعيش داخل أنظمة الإنتاج الغذائي والزراعي وحولها، وتحافظ عليها وتساهم في إنتاجها». من المفهوم أن الزراعة تشمل إنتاج المحاصيل والثروة الحيوانية والغابات ومصايد الأسماك وتربية الأحياء المائية.
إن التنوع المائي عنصر مهم في التنوع البيولوجي الزراعي. يعد الحفظ والاستخدام المستدام للنظم البيئية المائية المحلية والبرك والأنهار والمشاعات الساحلية من قبل الصيادين الحرفيين والمزارعين أصحاب الحيازات الصغيرة أمرًا مهمًا لبقاء كل من البشر والبيئة. بما أن الكائنات المائية، بما في ذلك الأسماك، توفر الكثير من إمداداتنا الغذائية بالإضافة إلى دعم دخل الشعوب الساحلية، فمن المهم أن يمتلك الصيادون والمزارعون أصحاب الأملاك الصغيرة احتياطيات وراثية وأنظمة بيئية مستدامة للاستفادة منها مع استمرار تطور تربية الأحياء المائية والمسامك البحرية.

### تنوع النظام البيئي
يشير تنوع النظام البيئي إلى تباين واختلاف المكونات الموجودة في منطقة جغرافية معينة (مثل المناظر الطبيعية والبلد). في سياق التنوع البيولوجي الزراعي، يشير التنوع البيئي إلى التنوع ضمن النظم البيئية الزراعية وفيما بينها، على سبيل المثال المراعي، والبرك، والأنهار، والحقول المزروعة، والتحوطات، والأشجار، وما إلى ذلك. تلقّى التنوع البيولوجي على مستوى المناظر الطبيعية اهتمامًا بحثيًا أقل من المستويات الأخرى للتنوع البيولوجي. 

## إسهامات التنوع البيولوجي الزراعي في الغذاء والزراعة

### مقدمة
عادة ما تُصنَّف إسهامات التنوع البيولوجي الزراعي في الأغذية والزراعة بناءً على مساهمتها في خدمات النظام البيئي. خدمات النظام البيئي هي الخدمات التي تقدمها النظم البيئية التي تعمل بشكل جيد (النظم البيئية الزراعية وكذلك النظم البيئية البرية مثل الغابات أو الأراضي العشبية) لرفاهية الإنسان. وعادة ما تُقسَم إلى أربع فئات واسعة: الإمداد (الإمداد المباشر للسلع مثل الغذاء والماء)، والدعم (الخدمات اللازمة حتى تكون الزراعة صحية، مثل التربة)، والتنظيم (تنظيم العمليات الطبيعية اللازمة للزراعة مثل التلقيح أو التقاط الكربون أو مكافحة الآفات) والثقافية (الفوائد الترفيهية والجمالية والروحية). 

### الإمداد
إن مساهمة التنوع البيولوجي الزراعي في توفير الخدمات تتمثل بشكل أساسي بتوفير الغذاء والتغذية. إن التنوع البيولوجي الغذائي هو «تنوع النباتات والحيوانات والكائنات الحية الأخرى المستخدمة في الغذاء، والتي تغطي الموارد الجينية ضمن الأنواع، وبين الأنواع والتي توفرها النظم البيئية». تاريخيًا، استخدِم 6,000 نوع نباتي على الأقل والعديد من الأنواع الحيوانية كغذاء بشري. يعتبر هذا الرقم في تناقص الآن، مما يؤدي إلى مخاوف بشأن تنوع النظام الغذائي على المدى الطويل. يشمل التنوع البيولوجي الغذائي أيضًا سلالات أو أنواع مختلفة من المحاصيل، على سبيل المثال الأشكال العديدة من أنواع الكرنب الصغير (القرنبيط، والقرنبيط المختلف، والملفوف، وبراعم بروكسل، وما إلى ذلك). العديد من الأنواع التي جرى تجاهلها من خلال الأبحاث السائدة (الأنواع «اليتيمة» أو «المهملة وغير المستغلة بشكل كاف») غنية بالمغذيات الدقيقة والمكونات الصحية الأخرى. أيضًا من بين التباينات المختلفة من الأنواع، قد يكون هناك مجموعة متنوعة من مكونات المغذيات؛ على سبيل المثال، تحتوي بعض أصناف البطاطا الحلوة على مستويات لا تذكر من بيتا كاروتين، والتي يمكن أن يحتوي البعض الآخر على ما يصل إلى 23,100 ميكروغرام لكل 100 غرام من البطاطا الحلوة النيئة والمقشرة. خدمات الإمداد الأخرى من التنوع البيولوجي الزراعي هي توفير الأخشاب، والألياف، والوقود، والمياه، والموارد الطبية. يرتبط الأمن الغذائي المستدام بتحسين الحفظ والاستخدام المستدام وتعزيز تنوع جميع الموارد الوراثية للأغذية والزراعة، وخاصة الموارد الوراثية النباتية والحيوانية، في جميع أنواع أنظمة الإنتاج. 

### دعم
إن مساهمة التنوع البيولوجي الزراعي في خدمات الدعم تتمثل بتوفير الدعم البيولوجي أو دعم الحياة للإنتاج، مع التركيز على الحفظ والاستخدام المستدام وتعزيز الموارد البيولوجية التي تدعم أنظمة الإنتاج المستدامة. تتمثل الخدمة الرئيسية في الحفاظ على التنوع الجيني للمحاصيل والأنواع، بحيث يكون متاحًا للحفاظ على القدرة على التكيف مع الظروف المناخية الجديدة والمتغيرة. التنوع الجيني هو أساس برامج تحسين المحاصيل والثروة الحيوانية، والتي تولّد أنواعًا جديدة من المحاصيل والثروة الحيوانية استجابة لطلب المستهلكين واحتياجات المزارعين. من المصادر المهمة للتنوع الجيني الأقارب البرية للمحاصيل، وأنواع النباتات البرية التي ترتبط وراثيًا بالمحاصيل المزروعة. من خدمات الدعم الأخرى الحفاظ على موائل التنوع البيولوجي البري، ولا سيما التنوع البيولوجي المرتبط، على سبيل المثال المُلقِّحات والحيوانات المفترسة. يمكن للتنوع البيولوجي الزراعي أن يدعم التنوع البيولوجي البري من خلال استخدام هوامش الحقول، والممرات المشاطئة، والأسيجة، وتكتلات الأشجار، والتي تدعم الموائل وتربطها. ومن خدمات الدعم الأخرى الحفاظ على صحة الكائنات الحية الموجودة في التربة.

### التنظيم
يقدم التنوع البيولوجي الزراعي العديد من المساهمات في خدمات التنظيم، التي تتحكم في العمليات الطبيعية اللازمة لنظام بيئي زراعي صحي. ومن الأمثلة على ذلك: التلقيح، ومكافحة الآفات، واحتجاز الكربون.

#### التلقيح
75٪ من 115 نوعًا من المحاصيل الرئيسية المزروعة عالميًا تعتمد على المُلقِّحات. يساهم التنوع البيولوجي الزراعي في صحة الملقحات من خلال: (أ) توفير موائل لها من أجل العيش والتكاثر؛ (ب) توفير خيارات بيولوجية غير كيميائية لمكافحة الآفات، إذ يمكن تقليل استخدام المبيدات الحشرية وعدم إتلاف الملقحات؛ (ج) توفير علاقة تكافلية للإنتاج المستمر للزهور، مع ازدهار المحاصيل في أوقات مختلفة، بحيث تتمكن الملقحات من الوصول المستمر إلى الأزهار المنتجة للرحيق.